# 1441 год
1441 (ты́сяча четы́реста со́рок пе́рвый) год  по юлианскому календарю — невисокосный год, начинающийся в воскресенье. Это 1441 год нашей эры, 1‑й год 5‑го десятилетия XV века 2‑го тысячелетия, 2‑й год 1440‑х годов. Он закончился 584 года назад.
| Пн | Вт | Ср | Чт | Пт | Сб | Вс |
|    |    |    |    |    |    | 1  |
| 2  | 3  | 4  | 5  | 6  | 7  | 8  |
| 9  | 10 | 11 | 12 | 13 | 14 | 15 |
| 16 | 17 | 18 | 19 | 20 | 21 | 22 |
| 23 | 24 | 25 | 26 | 27 | 28 | 29 |
| 30 | 31 |    |    |    |    |    |

| Пн | Вт | Ср | Чт | Пт | Сб | Вс |
|    |    | 1  | 2  | 3  | 4  | 5  |
| 6  | 7  | 8  | 9  | 10 | 11 | 12 |
| 13 | 14 | 15 | 16 | 17 | 18 | 19 |
| 20 | 21 | 22 | 23 | 24 | 25 | 26 |
| 27 | 28 |    |    |    |    |    |

| Пн | Вт | Ср | Чт | Пт | Сб | Вс |
|    |    | 1  | 2  | 3  | 4  | 5  |
| 6  | 7  | 8  | 9  | 10 | 11 | 12 |
| 13 | 14 | 15 | 16 | 17 | 18 | 19 |
| 20 | 21 | 22 | 23 | 24 | 25 | 26 |
| 27 | 28 | 29 | 30 | 31 |    |    |

| Пн | Вт | Ср | Чт | Пт | Сб | Вс |
|    |    |    |    |    | 1  | 2  |
| 3  | 4  | 5  | 6  | 7  | 8  | 9  |
| 10 | 11 | 12 | 13 | 14 | 15 | 16 |
| 17 | 18 | 19 | 20 | 21 | 22 | 23 |
| 24 | 25 | 26 | 27 | 28 | 29 | 30 |

| Пн | Вт | Ср | Чт | Пт | Сб | Вс |
| 1  | 2  | 3  | 4  | 5  | 6  | 7  |
| 8  | 9  | 10 | 11 | 12 | 13 | 14 |
| 15 | 16 | 17 | 18 | 19 | 20 | 21 |
| 22 | 23 | 24 | 25 | 26 | 27 | 28 |
| 29 | 30 | 31 |    |    |    |    |

| Пн | Вт | Ср | Чт | Пт | Сб | Вс |
|    |    |    | 1  | 2  | 3  | 4  |
| 5  | 6  | 7  | 8  | 9  | 10 | 11 |
| 12 | 13 | 14 | 15 | 16 | 17 | 18 |
| 19 | 20 | 21 | 22 | 23 | 24 | 25 |
| 26 | 27 | 28 | 29 | 30 |    |    |

| Пн | Вт | Ср | Чт | Пт | Сб | Вс |
|    |    |    |    |    | 1  | 2  |
| 3  | 4  | 5  | 6  | 7  | 8  | 9  |
| 10 | 11 | 12 | 13 | 14 | 15 | 16 |
| 17 | 18 | 19 | 20 | 21 | 22 | 23 |
| 24 | 25 | 26 | 27 | 28 | 29 | 30 |
| 31 |    |    |    |    |    |    |

| Пн | Вт | Ср | Чт | Пт | Сб | Вс |
|    | 1  | 2  | 3  | 4  | 5  | 6  |
| 7  | 8  | 9  | 10 | 11 | 12 | 13 |
| 14 | 15 | 16 | 17 | 18 | 19 | 20 |
| 21 | 22 | 23 | 24 | 25 | 26 | 27 |
| 28 | 29 | 30 | 31 |    |    |    |

| Пн | Вт | Ср | Чт | Пт | Сб | Вс |
|    |    |    |    | 1  | 2  | 3  |
| 4  | 5  | 6  | 7  | 8  | 9  | 10 |
| 11 | 12 | 13 | 14 | 15 | 16 | 17 |
| 18 | 19 | 20 | 21 | 22 | 23 | 24 |
| 25 | 26 | 27 | 28 | 29 | 30 |    |

| Пн | Вт | Ср | Чт | Пт | Сб | Вс |
|    |    |    |    |    |    | 1  |
| 2  | 3  | 4  | 5  | 6  | 7  | 8  |
| 9  | 10 | 11 | 12 | 13 | 14 | 15 |
| 16 | 17 | 18 | 19 | 20 | 21 | 22 |
| 23 | 24 | 25 | 26 | 27 | 28 | 29 |
| 30 | 31 |    |    |    |    |    |

| Пн | Вт | Ср | Чт | Пт | Сб | Вс |
|    |    | 1  | 2  | 3  | 4  | 5  |
| 6  | 7  | 8  | 9  | 10 | 11 | 12 |
| 13 | 14 | 15 | 16 | 17 | 18 | 19 |
| 20 | 21 | 22 | 23 | 24 | 25 | 26 |
| 27 | 28 | 29 | 30 |    |    |    |

| Пн | Вт | Ср | Чт | Пт | Сб | Вс |
|    |    |    |    | 1  | 2  | 3  |
| 4  | 5  | 6  | 7  | 8  | 9  | 10 |
| 11 | 12 | 13 | 14 | 15 | 16 | 17 |
| 18 | 19 | 20 | 21 | 22 | 23 | 24 |
| 25 | 26 | 27 | 28 | 29 | 30 | 31 |

## События

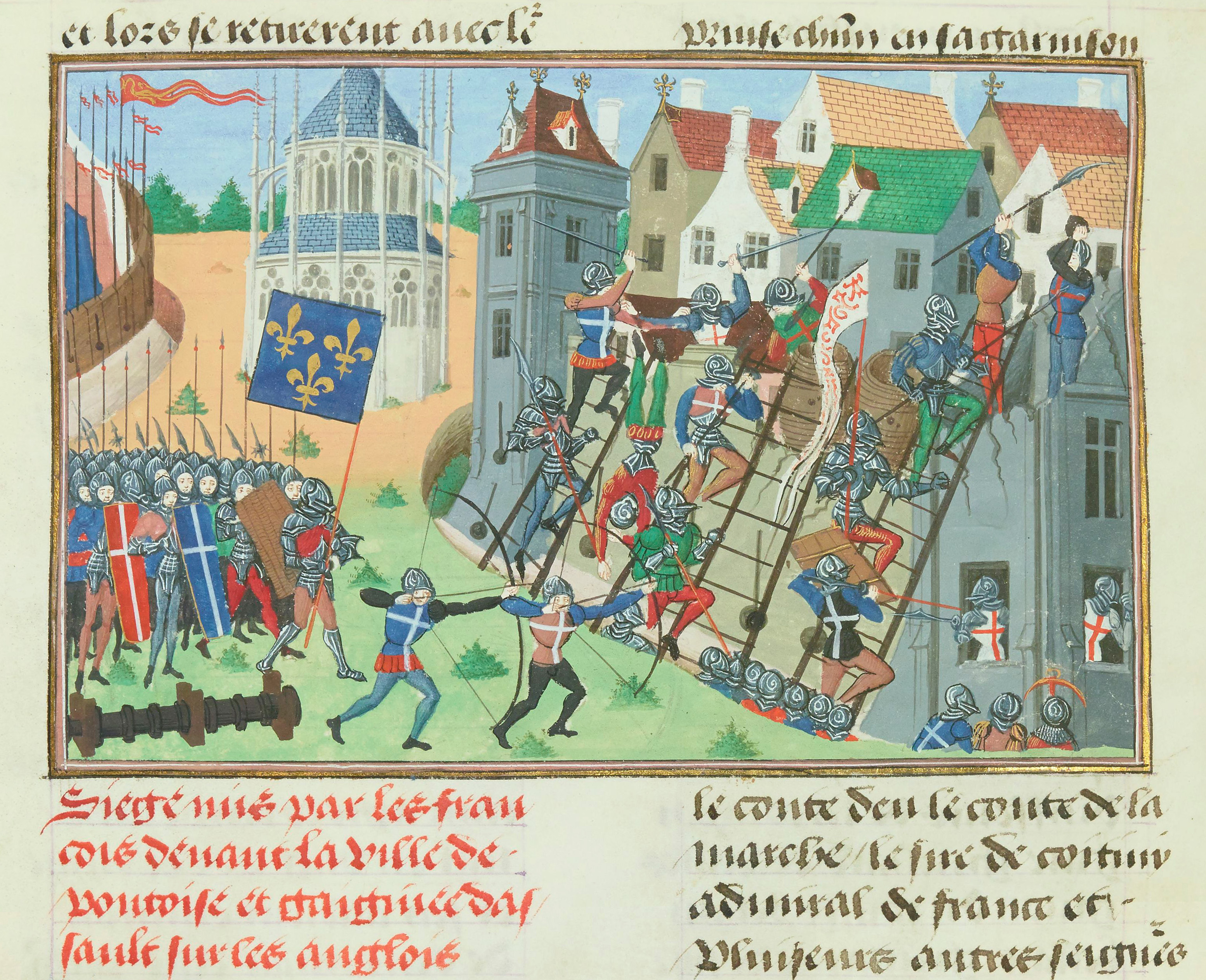
Осада Понтуаза французскими войсками

- 1350—1490 — Борьба <<трески>> и <<крючков>>. Серия внутренних военных конфликтов, в основном, вокруг титула графа Голландии[1].
- 1415—1453 — Ланкастерская война. Третий этап Столетней войны (1337-1453)[2].
  - 8—25 мая — Осада Крея[англ.]. Французские войска во главе с королём Франции Карлом VII осадили и захватили удерживаемый англичанами город и замок Крей к северу от Парижа.
  - 6 июня—19 сентября — Осада Понтуаза[англ.]. Французские войска во главе с королем Франции Карлом VII осадили и захватили последний английский оплот на Иль-де-Франсе город Понтуаз, устранив английскую угрозу Парижу.
  - Продолжалась, начатая в 1440 году Осада Тартаса[англ.] французскими войсками.
- 1423—1448 — Вторая Гельдернская война[3].
- 1425—1454 — Войны в Ломбарди[4].
  - 20 ноября — Кремонский мирный договор между Венецианской республикой и Миланским герцогством, положивший конец четвёртой кампании войн в Ломбардии
- 1431—1449 — Базельский собор. Созван папой Мартином V для реформирования церкви, урегулирования военного конфликта с гуситами и воссоединения Западной и Восточной церквей. Провозгласил верховенство соборов над Римским папой[5].
- 1432—1479 — Албано-турецкие войны[6].
- 1433—1441 — закончилась Генуэзско-феодоритская война[7].
- 1435—1442 — Арагонское завоевание Неаполя[8].
- 1438—1445 — Ферраро-Флорентийский собор. Рассмотрение вопроса об унии западных и восточных церквей. Принят догмат о чистилище. В Католической церкви считается XVII Вселенским собором. Православными церквями решения Собора отвергаются[9].
- 1440—1442 — крестьянское восстание в Молдавском княжестве.
- 1440—1446 — Старая Цюрихская война[10].
- 1441—1456 — после распада Золотой Орды возникает Крымское ханство. Его первым правителем становится Хаджи-Гирей[11].
- Крестьянское восстание в Дании. Низложение Эрика Померанского во всех трёх королевствах.
- Народное восстание в Хузистане во главе с сейидом Мухаммедом Мушаша («Лучезарный»), шиитом, называвшим себя предтечей Махди. Восставшие уничтожили династию местного властителя, перебили феодальную знать и высшее суннитское духовенство, разбили феодальное ополчение из Фарса.
- Жители зависимых от Майяпана городов подняли восстание, которым руководил правитель Ушмаля. Майяпан захвачен восставшими и после этого был ослаблен.
- Восстановление власти литовцев в Смоленске.
- Возвращение престола католикоса всех армян в Эчмиадзин.
- В Португалию пришёл из Африки первый караван судов с золотом и рабами.
- Смута годов Какицу в Японии. Крестьянское восстание, его участники добились отмены долгов[12].

## Русь
Правление: 1425—1446 и 1447—1462 — Василий II Васильевич Тёмный
- 22 января — у Василия II Тёмного родился сын Юрий Меньшой (ровно через год после рождения Ивана в 1440 году)[13].
- Зима 1440/1441 — Василий II Тёмный совершает военный поход в Новгородскую землю, во время которого берёт новгородский пригород Демон. Новгородские епископ Евфимий II заключает с ним мир и выплачивает "окуп" в размере 8000 рублей. В Москву великий князь вернулся в феврале[13].
- 11 марта — в Москву возвратился митрополит Исидор, подписавший на Флорентийском соборе унию с римско-католической церковью и ставший "кардинал святого Петра и Марцеллина", хотя при отъезде в 1437 году получил наказ не приносить в Русскую землю "ничто же странна и чюжа ...и латынь"[13].
- 19 марта — Исидор устраивает в Успенском соборе Московского Кремля торжественное шествие с несением латинского креста и зачитывает буллу "Cum itague juxta" папы Евгения IV о соединении церквей[13].
- 22 марта — Московский собор 1441 года и начало автокефалии Русской Церкви. Осуждение решений Базельского собора. Русская Церковь оказалась единственной поместной Церковью в мире, сохранившей верность Православию. Исидора за вероотступничество и "латынство" великий князь приказывает взять митрополита "за пристав" и заточить в Чудовом монастыре[13].
- Лето — осень — Василий II вернул Бежецкий Верх в состав великого княжения. В ответ Дмитрий Шемяка привлёк на свою сторону Ивана Андреевича и, несколько позднее, князя А. Чарторыйского (участник заговора против вел. кн. литовского Сигизмунда, после его убийства бежал с мощным отрядом в русские земли). Попытка Василия II   захватить внезапным нападением соперника в Угличе не удалась из-за предательства одного из дьяков: он «подал весть» Дмитрию Шемяке, сумевшему бежать в бежецкие сёла. Великому князю удалось переманить на свою    сторону Ивана Андреевича: в его удел был передан Суздаль (к 1444 Василий II вернул его под свой контроль)[14].
- Осень — Дмитрий Шемяка с союзниками начинают военные действия против Василия Тёмного и внезапно подступают к Москве[15].
- Осень — при содействии игумена Троице-Сергиева монастыря Зиновия противники примиряются и подписывают договор, по которому Василий Тёмный оставляет за собой Дмитров, Звенигород и Вятку, а Галич. Вышгород, Углич и Ржев признаёт за Шемякой[15].
- Василий II Тёмный посылает Александра Чарторыйского наместником во Псков[13].
- 15 сентября — опальному митрополиту Исидору было позволено незаметно бежать в Тверь, оттуда в Новогрудок. Там Исидора приняли холодно, и он отправился далее в Рим к Папе[13].
- Зима — умирает ставший сын Василия II Тёмного — Юрий Большой[13].
- Василий II Тёмный посылает боярина Полуекта Моря с грамотой к византийскому императору Иоанну VIII Палеологу и к польскому патриарху Митрофану II, в которой испрашивает согласие на избрание нового митрополита вместо Исидора (по некоторым данным получает отрицательный ответ)[13].

## Начало правления
См. также: Список глав государств в 1441 году

## Наука и искусство
- Королевский колледж (Кембридж) был основан в 1441 году королём Генрихом VI
- Сооружён отдельный придел Андрея Стратилата у Церкdb Бориса и Глеба в Новгородском детинце, переделанный впоследствии в Церковь Андрея Стратилата
- Итальянский художник Пизанелло написал «Портрет Лионелло д’Эсте», правившего Феррарой в 1441—1450 годах. Один из первых ренессансных станковых портретов.

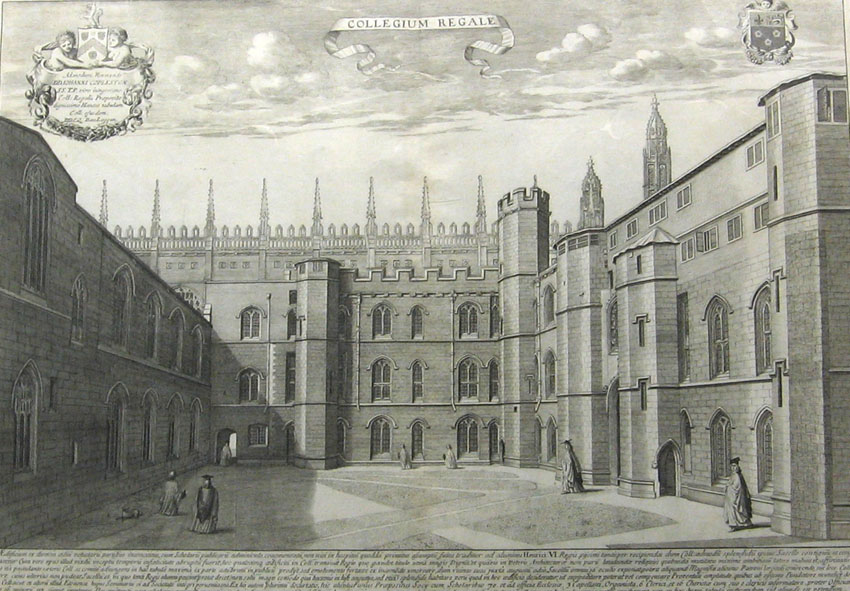
Старый двор Королевского колледжа в Кембридже
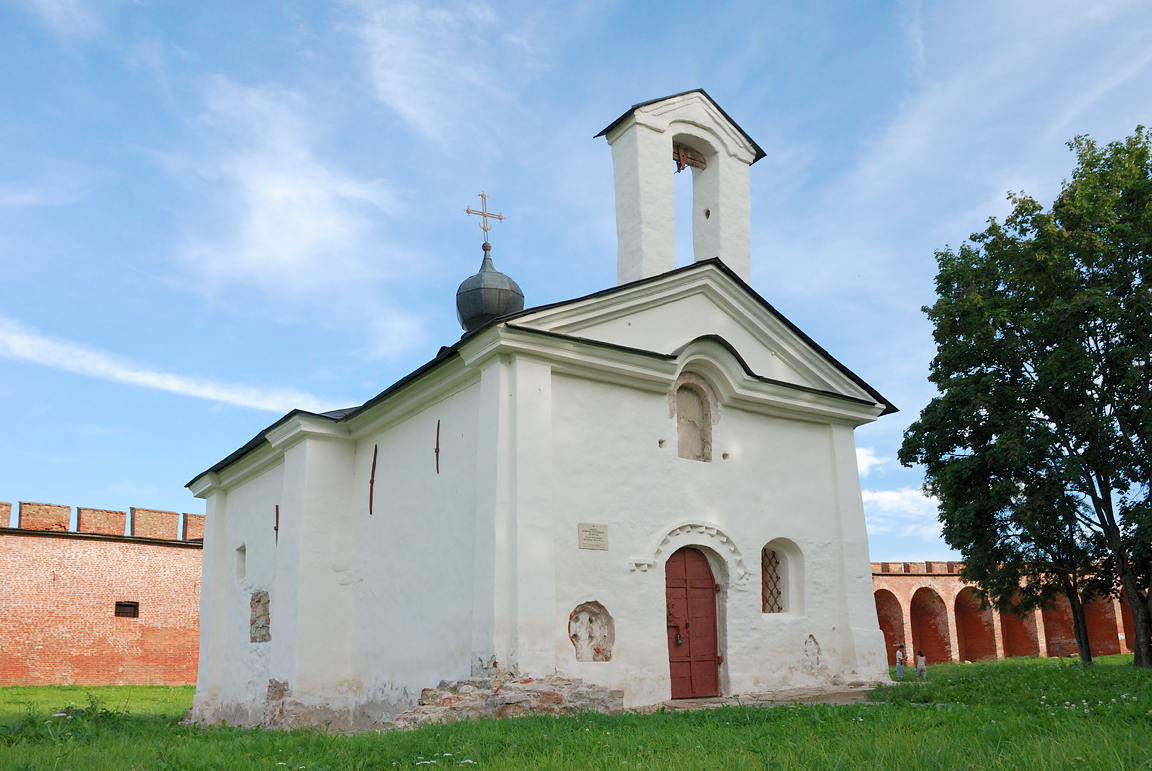
Церковь Андрея Стратилата в Новгородском детинце
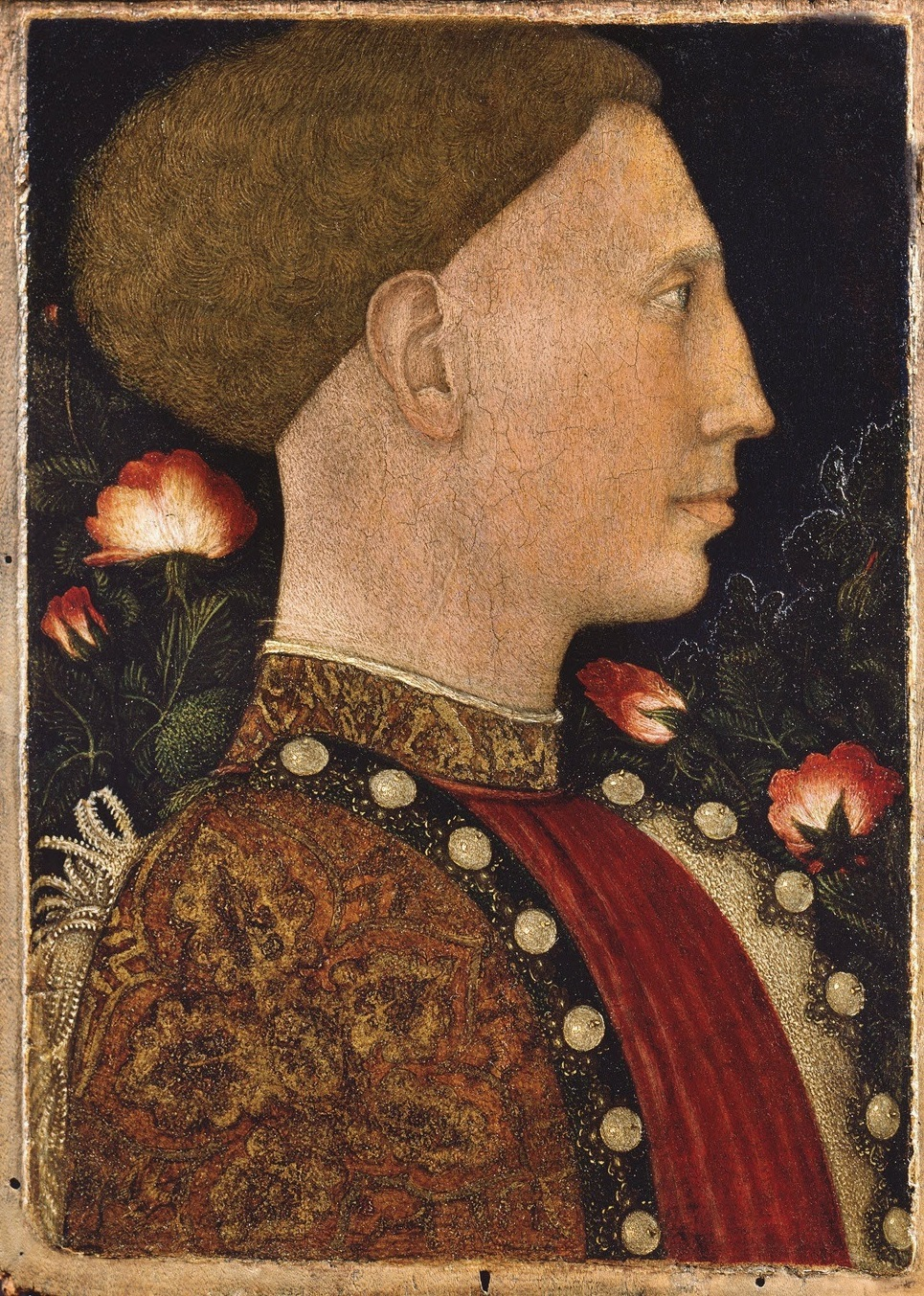
«Портрет Лионелло д’Эсте»

## Родились

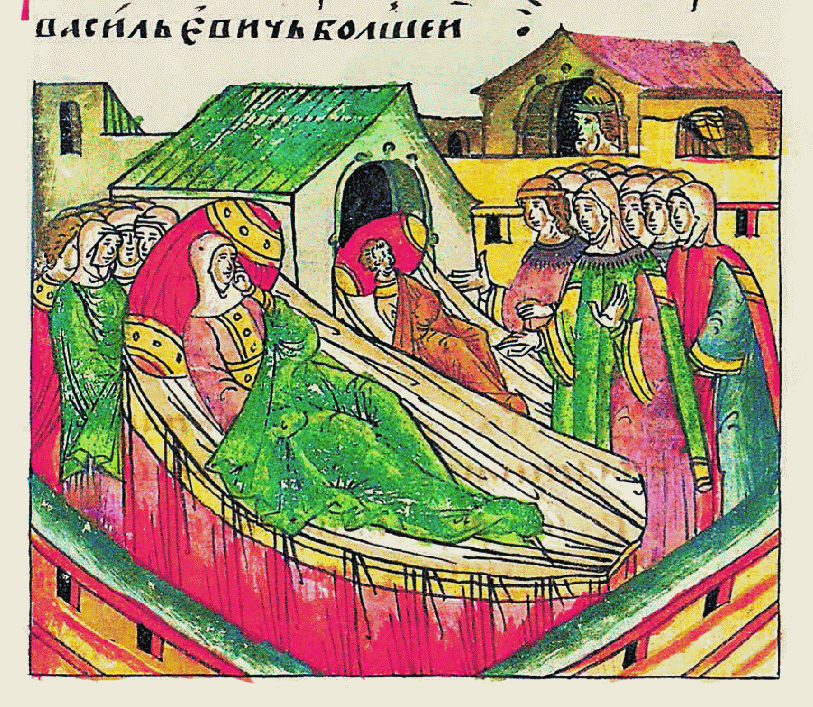
Рождение Юрия Васильевича Меньшого

См. также: Категория:Родившиеся в 1441 году
- Алишер Навои — тюркский поэт, суфий, государственный деятель тимуридского Хорасана.

## Скончались

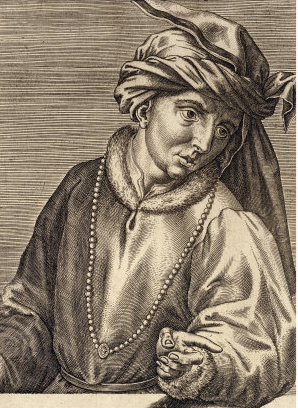
Ян ван Эйк

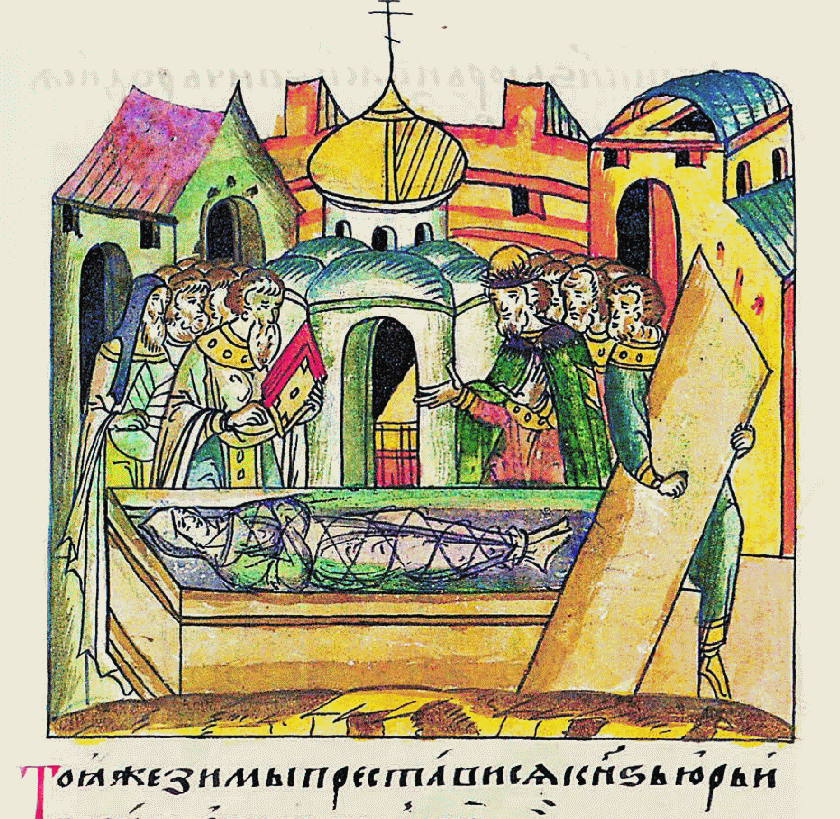
Смерть старщего сына Василия Тёмного — Юрия Васильевича Большого

См. также: Категория:Умершие в 1441 году
- Ян Ван Эйк — фламандский живописец.